# Cheikh Seck
Pour les articles homonymes, voir Seck.
Cet article concerne footballeur. Pour handballeur, voir Cheikh Seck (handball).
Cheikh Seck, né le 8 janvier 1958 à Dakar, est un footballeur international sénégalais.
Formé à l'ASC Jaraaf de Dakar dans les années 1970, il en devient président en 2013.

## Biographie
Il garde notamment les buts de l'équipe nationale du Sénégal durant les années 1980 et 1990. Il participe ainsi à 4 phases finales de Coupes d'Afrique des nations.
En club, il fut d'abord sociétaire du Jaraaf (Diaraf) de Dakar avant de s'exiler en Tunisie gardant notamment les buts du Stade tunisien puis de l'Espérance sportive de Tunis.
Reconverti en tant que dirigeant, il est aujourd'hui le président de l'ASC Jaraaf de Dakar à compter de 2013.